# 16026 Victoriapidgeon
16026 Victoriapidgeon è un asteroide della fascia principale. Scoperto nel 1999, presenta un'orbita caratterizzata da un semiasse maggiore pari a 2,1587831 au e da un'eccentricità di 0,0545031, inclinata di 3,08219° rispetto all'eclittica.